# Erebomaster acanthina
Erebomaster acanthina is een hooiwagen uit de familie Cladonychiidae.